# 238. Infanterie-Division (Deutsches Kaiserreich)
Die 238. Infanterie-Division war ein Großverband der Preußischen Armee im Ersten Weltkrieg.

## Geschichte
Die Division wurde am 16. Januar 1917 zusammengestellt und während des Ersten Weltkriegs ausschließlich an der Westfront eingesetzt. Nach Kriegsende marschierte die Division geschlossen in die Heimat zurück, wurde demobilisiert und schließlich aufgelöst.

### Gefechtskalender

#### 1917
- 15. April bis 17. Mai – Kämpfe vor der Siegfriedfront
- 18 bis 20. Mai – Frühjahrsschlacht bei Arras
- 21. Mai bis 7. Oktober – Stellungskämpfe in Flandern und Artois
- 07. bis 31. Oktober – Schlacht in Flandern (bei Passchendaele)
- 01. November bis 27. Dezember – Kämpfe in der Siegfriedstellung
- ab 27. Dezember – Stellungskämpfe bei St. Quentin und an der Oise

#### 1918
- bis 20. März – Stellungskämpfe bei St. Quentin und an der Oise
- 21. März bis 6. April – Große Schlacht in Frankreich
  - 21. bis 23. März – Durchbruchschlacht bei St. Quentin-La Fère
  - 23. bis 24. März – Kämpfe beim Übergang über die Somme und den Crozet-Kanal zwischen St. Christ und Tergnier
  - 25. bis 31. März – Verfolgungskämpfe bis Montdidier-Noyon
- 07. bis 12. April – Kämpfe an der Avre und bei Montdidier und Noyon
- 16. April bis 21. August – Stellungskämpfe bei Reims
- 27. Mai bis 13. Juni – Schlacht bei Soissons und Reims
  - 01. Juni – Angriff auf Fort de la Pompelle
- 18. bis 25. Juli – Abwehrschlacht zwischen Soissons und Reims
- 22. bis 29. August – Stellungskämpfe an der Vesle
- 28. August bis 4. September – Abwehrschlacht zwischen Oise und Aisne
- 05. bis 8. September – Kämpfe vor der Siegfriedfront
- 09. bis 18. September – Kämpfe in der Siegfriedstellung bei der 9. Armee
- 19. bis 27. September – Kämpfe in der Siegfriedstellung
- 28. September bis 9. Oktober – Stellungskämpfe nördlich der Ailette
- 10. bis 12. Oktober – Kämpfe vor der Hunding- und Brunhilde-Front
- 13. Oktober – Kämpfe in der Hundingstellung
- 14. Oktober bis 4. November – Kämpfe vor und in der Hermannstellung
  - 17. bis 26. Oktober – Kämpfe zwischen Oise und Serre
- 04. November – Schlacht um Guise
- 05. bis 11. November – Rückzugskämpfe vor der Antwerpen-Maas-Stellung
- ab 12. November – Räumung des besetzten Gebietes und Marsch in die Heimat

## Gliederung

### Kriegsgliederung vom 6. Januar 1918
- 238. Infanterie-Brigade
  - Infanterie-Regiment Nr. 463
  - Infanterie-Regiment Nr. 464
  - Infanterie-Regiment Nr. 465
  - MG-Scharfschützen-Abteilung Nr. 79
  - 2. Eskadron/Schleswig-Holsteinisches Dragoner-Regiment Nr. 13
- Artillerie-Kommandeur Nr. 238
  - Ostfriesisches Feldartillerie-Regiment Nr. 62
- Pionier-Bataillon Nr. 238
- Divisions-Nachrichten-Kommandeur Nr. 238

## Kommandeure
| Dienstgrad      | Name               | Datum                             |
| --------------- | ------------------ | --------------------------------- |
| Generalleutnant | Hans von Below     | 16. Januar 1917 bis 21. März 1918 |
| Generalleutnant | Erich von Böckmann | 22. März 1918 bis Januar 1919     |